# Първа българска държава
Първата българска държава, наричана и Първо българско царство или Първа българска империя (на старобългарски: ︢ ︢), наричана от историците и Дунавска България за различаване от Волжка България, е първоначално ханство, а от коронясването на Симеон I Велики за цар – царство (империя), просъществувала на Балканския полуостров и прилежащите му части от Югоизточна Европа от 681 до 1018 г.
Неин основател е хан Аспарух, който след разпадането на Велика България довежда част от прабългарските племена в днешните Бесарабия и Добруджа, където се съюзява с местните славянски племена. Категоричната победа на прабългарите в битката при Онгъла през 680 г. води до подписване на мирен договор, с който Византия признава новосъздадената държава и се принуждава да ѝ плаща данък. Столицата първоначално е Плиска, а от IX век – Велики Преслав. След превземането му от Киевска Рус в края на X век се премества в Скопие и Охрид.
Най-голямото си разширение Първото българско царство достига през IX век, когато към първоначалните земи по двата бряга на Долни Дунав са присъединени области в Тракия и Македония, части от днешна Албания, Унгария и Словакия, цяла Сърбия и Румъния, а също и част от Северното Черноморие (до река Днепър). През същия период се наблюдава централизация на държавното управление, тя е съпроводена с обединяването на разнородните етнически групи от населението в средновековната българска народност, чийто език се развива на основата на славянския.
През 864 – 866 г. при княз Борис I православното християнство става държавно вероизповедание, което води до значителни промени в културния живот на държавата. Това довежда до т. нар. Златен век при цар Симеон Велики. При същия владетел българите правят продължителни, но безуспешни опити да завладеят столицата на Източната Римска империя – Константинопол (наричана от прабългарите и славяните „Цариград“).
Българо-византийските войни, наред с нашествията на унгарци (маджари), печенеги и руси, водят през различните периоди до разрастване и отслабване на българската държава, което завършва с нейното падане под византийска власт през 1018 г.

## Основаване и укрепване

### Кубратовото наследство
През 632 г. хан Кубрат успява да обедини прабългарските племена, намиращи се под властта на Западнотюркския каганат, в собствена държава, наречена от византийските историци Стара Велика България (Η παλαιά μεγάλη Βουλγαρία). Сведения за тази държава черпим предимно от хрониките на византийския патриарх Никифор и Теофан Изповедник от IX век, преводите на хрониста Йоан Никиуски, съдържащи подробности за политическите отношения между Империята и Кубратова България, описът на прабългарските племена в арменската географска книга „Ашхарацуйц“ от VII век, запазената кореспонденция на хазарския каган Йосиф (Йосиф) непосредствено след превземането на Велика България, както и в по-малка степен от Именника на българските ханове. За отношенията между Кубратова България и Византия говорят златните византийски и персийски предмети, открити в съкровището от Мала Перешчепина, датирано от VII – VIII век. В него са намерени златни пръстени с монограмите: „Кубрату“ и „Кубрату патрику“. Това се свързва с титлата „патриций“, с която Кубрат бива удостоен от императора в знак на признателност за оказваната военна помощ от страна на прабългарите. Чрез изучаване на оскъдните записки на арменски и византийски летописци са установени приблизително границите на тази държава: долното поречие на Дунава на запад, Черно и Азовско море на юг, река Кубан на изток и река Дон на север. Скоро след образуването си Велика България води войни с хазарите, които завършват в началото на 70-те години на VII век. Дотогава хазарите съумяват да покорят териториите източно от Днепър.
В резултат синовете и приближените на прабългарския хан повеждат големи части от населението към нови поселения:
- Батбаян (най-големият Кубратов син) остава начело на остатъците от Велика България едва за три години (665 – 668 г.), след което приема властта на Хазарския каганат;
- Котраг (вторият син) успява да се пресели на север в Поволожието, където основава Волжка България, приела исляма като държавна религия и просъществувала до XIII век, а през XVI век окончателно завладяна от Иван Грозни, а сега там са т. нар. Република Татарстан и Република Башкортистан;
- Аспарух (третият син) повежда прабългарите към Балканите и се установява около устието на река Дунав, впоследствие основавайки държава, наследник на която е днешна България;
- Кубер (за когото няма неоспорими доказателства, че е член на рода Дуло) повежда част от прабългарските племена към Панония, в земите на Аварския хаганат, но по-късно, заедно с ромейски бегълци, се заселва във византийската област Македония. През 685 г. заедно с местните славяни се опитва да превземе Солун. Обсадата на Солун е осуетена и начинанието се оказва неуспешно. Едно от доказателствата за дейността му е оловният печат на Мавър от 684 – 685 г., чрез когото Куберовият военачалник Мавър е удостоен с византийските титли „патриций и архонт на керамисиани и българи“. По-късно (през първата половина на IX век) териториите на Куберовите прабългари се включват към ханството.;
- Алцек, според Теофан Изповедник най-малкият син на Кубрат, се заселва в областта Беневенто (Италия)[18] при краля на лангобардите Гримуалд, за което свидетелстват и хрониките на Павел Дякон. Историците не могат категорично да утъждествят Хан Алцек с личността Алциок, който по същото време е бил предводител на древнобългарските орди в рамките на Аварския хаганат, в крайна сметка намерил убежище в Италия с група бежанци.

### Аспарух
През 670-те години част от прабългарите, водени от хан Аспарух, след като са прогонени от хазарите, се заселват в Малка Скития и с разрешението на византийските власти поемат охранителни функции по границата на империята. Впоследствие те се съюзяват с част от живеещите в Мизия славянски племена и де факто нарушават договореностите си с империята. Не са известни точните причини, поради които отношенията между прабългарите и Византия се влошават, но в състоялата се през 680 г. битка, водената от василевса Константин IV Погонат 40-хилядна византийска армия е разгромена в битката при Онгъла. Впоследствие империята е принудена да подпише мирен договор през 681 г. По силата на този договор Източната Римска империя (Византия) се задължава да плаща годишен данък на новата българска държава. Непосредствено след войната Аспарухова България обхваща земите от северните склонове на Стара планина на юг, до река Дунав на север и от р. Искър на запад до Черно море на изток. От юг съсед ѝ се явявала могъщата Византия, от запад – Аварски хаганат, от изток – хазарите, които били завзели териториите на Кубратова България. В престолен град (вероятно не веднага след подписването на договора) се превръща укрепеното селище Плиска. Постепенно новата държава започва да се разширява териториално и да укрепва политически. По същото време още един прабългарски хан Кубер идва на Балканите и създава в Македония Куберова България.

### Тервел
Хан Аспарух умира вероятно някъде към 700 г. в битка с напиращите от изток хазари. Наследява го синът му Тервел, който установява преки политически отношения с византийската власт, като на няколко пъти помага на сваления император Юстиниан II Ринотмет (Носоотрязания) да си възвърне престола. Заради тази помощ ханът получава титлата „кесар“ богатата и ценна област Загоре, на юг от Стара планина. Това е първата териториална придобивка на българите южно от Балкана.
Вероятно най-големият успех на хан Тервел като владетел е победата над армиите на Арабския халифат (огромна теократична мюсюлманска държава, простираща се от Испания до Персия), обсадили Константинопол през 717 г. Тази победа слага окончателен край на опитите на арабите да проникнат в Европа през Балканите. Победата му се равнява на постигнатата години по-късно победа над арабите на майордома Карл Мартел в битката при Поатие през октомври 732 г. Тази победа и възпирането на арабското нашествие към вътрешността на континента печели на Тервел прозвището Спасител на Европа и издига престижа на българската държава в международните отношения. Според Паисий Хилендарски хан Тервел се явява първият български светец (Св. Тривелий).
След Тервел българския престол заемат Кормесий (Кормисош) (721 – 738) и Севар (738 – 753), последните представители на рода Дуло. През 753 г., властта поема Винех от рода Вокил. България изпада в политическа криза, като хановете се сменят почти всяка година чрез преврати и дворцови интриги, като пример за настаналия хаос е управлението на хан Умор, продължило едва 40 дни. За 15 години се сменят седем владетели. В същото време Византия укрепва и при управлението на император Константин V Копроним организира девет похода в периода 754 – 775 г. срещу българската държава.
След смъртта на императора и променливите и несигурни успехи на походите, Византия се отказва от активна военна политика спрямо България. При управлението на хановете Телериг (768 – 777) и Кардам (777 – 802) централната власт укрепва и се стабилизира. Този процес създава нужните условия за успешното управление на хан Крум, който заема престола в самото начало на IX век, и от когото започва династията на най-силно изявените владетели на Първата българска държава, управлявали почти до самия ѝ край.

## Териториални разширения при Крум и Омуртаг
След като хан Телериг успява да се отърве от византийските шпиони и доносници в България, неговият приемник Крум най-сетне получава възможност да предприеме сериозна офанзива на юг. Преди това обаче, за да подсигури северната граница на държавата, той успява да разгроми остатъците от Аварския хаганат, който през това време попада и под ударите на Франкската империя на Карл Велики. Аварският хаганат бива своеобразно „поделен“ между България и Франкската империя в 805 г. Известно е, че българският хан събира пленените аварски управници и щателно ги разпитва за вътрешнодържавните и външни причини, довели до края на някога могъщата аварска държава. Това свидетелства за неговата прозорливост и качествата му на държавник, които ще се проявят в идните години. В териториите на България са включени богатите солници на Трансилвания, което ѝ позволява на България да се присъедини към напредъка на европейската икономика (по това време солта е скъпа почти колкото златото).
През март 808 г. Крум предприема походи по поречието на река Струма, през март 809 г. превзема важната крепост Средец. През 811 г. император Никифор I Геник предприема поход срещу България и когато стига до нейната столица – Плиска, успява да я опожари и плячкоса. След като решава, че това е краят на проблемите с българите, василевсът поема триумфално обратно към Константинопол. Но на сутринта на 26 юли 811 г., по време на нощувката на армията и императора във Върбишкия проход, въоръжената българска войска изненадващо ги напада от засада, посичайки повечето, като дори и самият император намира смъртта си. Освен това неговият син и престолонаследник бива тежко ранен, и въпреки че оцелява в битката, умира 3 месеца по-късно от усложнения, причинени от раните. При честването на победата Крум използва бокал, направен от черепа на император Никифор, обкован със злато и сребро. Това е свързано с религията на прабългарите деяние, които вярват, че по този начин се поема от божествената сила на владетеля, съсредоточена в главата.
Две години по-късно, през 813 г., хан Крум (вече получил прозвището Крум Страшни) подготвя невиждан дотогава поход към Константинопол. С помощта на пленени ромейски обсадни инженери българите построяват обсадни машини, които да сломят портите и стените на Цариград. Самия Крум успява да забие своето копие в портите на града – също ритуал на древните българи, за който вероятно се е смятало че носи късмет и успехи в предстоящата обсада. Смъртта на хан Крум на 13 април 814 г. обаче осуетява замисленото дело. Не е известна точната причина за смъртта му, но една от по-популярните теории е, че вероятно е бил отровен.
През своето управление Крум полага големи усилия за укрепването на държавата. Присъединява важни територии към страната и налага общи закони за всички поданици, за да осигури вътрешната стабилност. Законите му са строги и не правят разлика между прабългари, славяни или други етноси. Това е първата крачка към обединяването в единна народност на иначе различните по бит и култура етноси в обширната държава. Освен със своите победи над Източната римска империя, разширяването на границите, превземането на стратегически твърдини и пословичното си законодателство, хан Крум остава в историята и със своята владетелска далновидност.
Наследникът му Омуртаг сключва 30-годишен мирен договор с Византия, като се заема с вътрешната обстановка в страната си. Започва повторно изграждане на столицата, която е опожарена при похода на Никифор, построява и укрепява редица градове. Затвърждава българската власт на северозапад, където франките неуспешно се опитват да отделят 3 славянски племена от България. Той тръгва на два похода срещу тях, съответно през 828 и 829 г.

## Покръстване при Борис I Михаил
При наследниците на Омуртаг, Маламир (831 – 836) и Пресиян (836 – 852), продължава разширяването на юг и югозапад, като към България влизат Беломорска Тракия, без Солун, и цяла Македония. В началото на управлението на хан Борис (852 – 889) България води неуспешни войни срещу Византия и Немското кралство.
Борис решава да приеме християнството като официална религия за България. Това е мъдър ход, имайки предвид положението на езическа България в християнска Европа. Християнизацията спомага и за допълнителното обединение между прабългарите и славяните, които дотогава почитат своите собствени богове. След редица спорове, политически събития и колебание между преминаване в сферата на папското религиозно и политическо влияние и Константинополската патриаршия, той прави това чрез византийското духовенство през 863 – 865 г. Актът на покръстването предизвиква езически реакции и се стига до бунт, в който петдесет и два провинциални аристократични рода тръгват срещу столицата, но са разгромени и наказани, като са избити всички членове на родовете „до девето коляно“. След покръстването си, Борис приема името на своя кръстител, византийският император Михаил, и се назовава Борис-Михаил. Също така приема и титлата „княз“.
В покръстването на българите византийската власт съзира възможността да покори сравнително младата държава чрез асимилация въз основа на религия, писменост и култура. В първите години след приемането на християнството службите в църквите се провеждат на гръцки от византийски свещеници, а богослужебните книги са изцяло на гръцки език. Българският владетел предусеща заплахата пред съхраняването на българската идентичност и с охота приема учениците на Кирил и Методий, които пристигат в България и намират убежище в двора на Борис, откъдето славянската писменост бива доразвита от глаголица в кирилица и разпространена. Българският владетел прогонва византийското духовенство и започват проповеди на старобългарски език, който става и официален за страната.
През 879 – 880 г. Деветият вселенски събор решава да изключи българските епархии от Константинополската църква, като по този начин създава независимата (автокефална) българска архиепископия. След оттеглянето си от светската власт, Борис-Михаил се замонашва в манастир, от където продължава църковното си дело. Синът му Владимир-Расате, който е езичник, решава да премахне християнството и да върне езичеството. След като разбира това, Борис сваля сина си от престола, ослепява го и го хвърля в тъмница. Борис свиква народен събор през 893 година, на който се решава за княз на българите да бъде избран Симеон (по-малкият син на Борис, обучен в държавно и политическо дело в най-престижния за времето си университет – Магнаурската школа в Константинопол), а столицата да се премести от Плиска в Преслав.

След приемането на християнството, Първата българска държава запазва голям брой институции от езическия си период.

## Златен век при Симеон Велики и Петър I
Симеон I продължава църковното и просветително дело на баща си, Борис I, като подпомага усилено книжното дело в столицата, основава книжовни центрове из цялата страна и сам пише, заедно с просветителската общност в Преслав. На международната сцена постига множество военни успехи, като успява да разшири територията на България на юг почти до Коринт, а на запад достига земите на днешна Албания. На югоизток териториите достигат до Одринското поле, като обхващат и северната част на Дарданелския пролив. Най-голямата Симеонова победа над Империята и една от най-кръвопролитните битки в Средновековието е на 20 август 917 г., и е известна като Битката при Ахелой. Предвожданата от магистъра Лъв Фока огромна византийска армия претърпява поражение с десетки хиляди жертви. Хронистът Лъв Дякон пише 75 г. по-късно в своята „История“ следното:
| „                                        | ...И даже днес могат да се видят купищата кости край Ахелой, където бягащата ромейска войска бе позорно посечена. | “ |
| Лъв Дякон, „История“, 75 години по-късно | |   |

Тази победа превръща Симеон в неоспорим хегемон на почти целия Балкански полуостров, с изключение на подстъпите към Константинопол и самия град. Българският монарх си поставя за цел създаването на Българо-византийска империя, която след като не успява да постигне по дипломатически начини (трябвало е да бъде обявен за регент (василиопатор) на малолетния император на Византия, но императрицата-майка проваля договора), опитва чрез война. Води преговори с арабите за военноморска помощ при щурм срещу Константинопол, за да подсигури отрязване на достъпа до Златния рог по море откъм Мала Азия, но първия път делегацията бива отвлечена от пирати и продадена като роби в Константинопол, а втория път при преговорите не се стига до нищо съществено.
Симеон умира внезапно на 27 май 927 г. в разгара на приготовленията за обсада на Константинопол. Преди смъртта си, той се обявява за „Цар и самодържец на българи и ромеи“, титулува се със званието „цар“, което е равно на император, и обявява българския църковен глава за патриарх – най-високият ранг в Източната православна църква. След Златния век в историята на Първото българско царство, достигнат именно под скиптъра на цар Симеон Велики, следват години на колебливо развитие и упадък, вероятно породени от огромните количества ресурси, изразходени по време на военните му кампании срещу Византия.
След смъртта му на престола сяда синът му – Петър I. Той сключва мир с Византия, която признава официално царската му титла и патриаршеския ранг на Българската църква. Това е и един от най-мирните и спокойни периоди в историята на средновековна България, защото през цялото управление на царя, което трае 42 години, той не води нито една война с Византия. Има известни трудности с нахлуването на маджари по северните граници на страната, но в крайна сметка сключва договор с тях.
Също така този период се характеризира с възникването и разпространението на ереси в България, най-известна от които е богомилството, по името на своя водач – поп Богомил. То става основа и на албигойството, появило се по-късно в Южна Франция, както и на катарите.

## Последни борби с Византия
След смъртта на Петър I през 969 г. политическата криза се задълбочава, като се сменят няколко царе на престола и почти през цялото време реално страната се управлява от Самуил, обявен за цар през 997 г. Византийците завладяват цяла Тракия и Мизия, като пада и столицата Преслав. След като става цар, Самуил обявява за столица град Охрид в Македония, която все още била под скиптъра на българския цар. Самуил умира на 6 октомври 1014 г., след получен сърдечен удар, дължащ се на гледката на ослепените от византийския император Василий II Българоубиец хиляди български воиници.
Наследникът му, Гаврил Радомир, става жертва на преврат, организиран от братовчед му Иван Владислав, който управлява от 1015 до 1018 г. Последния владетел на Първата българска държава е Пресиян II, когато под ударите на император Василий II пада и последната българска твърдина. Това е и краят на Първата българска държава, като тя попада под Византийско владичество, продължило до 1185 г.